# (8834) Anacardium
(8834) Anacardium est un astéroïde de la ceinture principale.

## Description
(8834) Anacardium est un astéroïde de la ceinture principale. Il fut découvert le 26 septembre 1989 à La Silla par Eric Walter Elst. Il présente une orbite caractérisée par un demi-grand axe de 3,18 UA, une excentricité de 0,15 et une inclinaison de 6,9° par rapport à l'écliptique.

## Compléments